# Hanza-szövetség

A Hanza-szövetség kiterjedése 1400 körül

A Hanza-szövetség (németül: die Hanse) kereskedővárosok szövetsége volt a középkorban, amely Észak-Európában és a Balti-térségben működött a 13-17. században.

## A Hanza-szövetség
A Hanza-szövetség megalapozta a középkori városi kultúrát Észak-Európában és jelentést adott a mondásnak: „a városi levegő szabaddá tesz”.
A Szövetség, mely majdnem félezer évig működött, az egész balti-tengeri régióban hatással volt a gazdaságra, politikára és kultúrára. A Hanza-szövetség létrejöttének előfeltétele volt a kereskedelem és a városok fejlődése, valamint a német kereskedők előrenyomulása kelet felé a Balti-tenger partjai mentén. Az időszak szimbolikus kezdete 1159, amikor Lübeck városát, a szövetség központját, újraalapították.
Eleinte a Hansa fogalom a külföldön élő kereskedők szövetségét jelentette. A 13. század végére a városok Hansái megerősödtek – kereskedővárosok komoly szövetségévé, melyek közös politikai alapelvet vallottak.
Gazdasági erejével együtt párosult politikai hatalma: tőle függött rengeteg észak-európai ország gazdasága is, így a Német Lovagrendé is. Mivel óriási pénzösszegekkel rendelkezett, nagyszámú zsoldossereget tartott fenn, s több háborúban leverte a dán királyt, de éppúgy hadat viselt a németalföldi városok és Anglia ellen is. A német lovagrend tevékenyen támogatta és védte a szövetséget, mert azt a 13. században, mikor megkezdte a kelet-balti területek bekebelezését, jelentős szubvenciót biztosított számára, részben, mert nem állt közvetlen egyházi fennhatóság alatt, mint a Kardtestvérek rendje.
Hanza-városok a mai Németország, Lengyelország, Hollandia, Oroszország, Belgium, Svédország, Norvégia, Lettország és Észtország területén voltak. A Hanza kereskedelmi régió nyugati határa London és Bruges, keleti határa Novgorod, míg északon Bergen határolta. Központi városa Lübeck, ahol a kelet-nyugati kereskedelmi útjaikon minden hajó kikötött.
A Hanza-városok képesek voltak gazdasági nyomást gyakorolni más városokra: az embargótól kezdve a közvetlen háborúig terjedt az eszköztáruk. A 14. század második felére a Hanza-szövetség korlátlan gazdasági hatalommá vált Észak-Európában. A Balti-tenger volt a Szövetség „belső tengere”.
A Hanza-kereskedők főként két, egymástól függő terület között kereskedtek. A gyáripar és kézművesség fejlett volt Flandriában és Rajna-Vesztfáliában, míg Kelet-Európa és Oroszország elegendő alapanyagot és élelmiszert biztosított. Hosszadalmas belső harc is folyt a Hanza-városok között Novgorod ellenőrzéséért, hiszen ezen a városon keresztül kereskedtek az egész Orosz Birodalommal. A Hanza-kereskedők már a 13. században állandó állomást tartottak fent közösen Novgorodban. Ezt Péter udvarának (vagy Peterhofnak) nevezték, és a kereskedők otthonait, raktárépületeit, malmot, sörfőzdét és templomot foglalt magába.

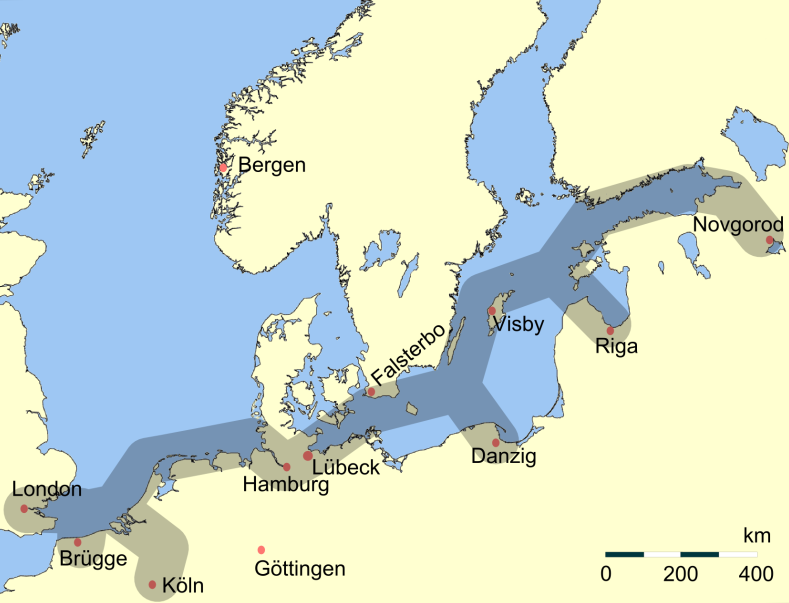
A Hanza-szövetség fő kereskedelmi útvonalai

A törvény szerint minden Hanza-kereskedő évente csak egyszer utazhatott Novgorodba, és legfeljebb 1000 ezüstmárka értékben hozhatott árut magával. A 15. században a Hanza-szövetségnek sikerült megtiltani a kereskedést Oroszországgal a nem a Szövetséghez tartozó kereskedők részére.
A 14. század végén a Hanzát eredményesen zaklatták a Vitális Testvérek. Bár a kalózokat idővel sikerült legyőznie a Hanzának, de ettől kezdve egyre több nehézséggel nézett szembe a szövetség.
A novgorodi Hanza-kereskedelmi állomást 1494-ben zárták be, igazgatása átkerült három másik városhoz: Rigához, Tartuhoz és Tallinnhoz. Habár a kereskedelmi kapcsolatok Oroszországgal más útvonalakon is fejlődtek, ez az év jelöli a Hanza-szövetség hanyatlásának kezdetét. A Szövetség a 16. században gyorsan vesztett jelentőségéből, elsősorban az erősödő Anglia, Dánia, de főképpen Hollandia miatt. A nagy földrajzi felfedezések és a hajózás fejlődése lehetővé tették, hogy új kereskedelmi útvonalak alakuljanak, így már nyersanyagot és gazdaságilag fontos nemesfémet máshonnan is be lehetett szerezni. Ráadásul a hajóépítés az angoloknál, portugáloknál, hollandoknál, franciáknál és spanyoloknál rengeteget fejlődött, míg ilyen jellegű fejlesztésekbe a Hanza nem tudott kezdeni. A Német-római Birodalomnak meggyűlt a baja az Oszmán Birodalom előretörésével, ezért a nagy földrajzi felfedezésekből a németek többnyire kimaradtak.
Az utolsó Hanza-gyűlésen, 1669-ben Lübecken kívül csak öt másik város képviseltette magát (fénykorában 220 város volt a Hanza-szövetség tagja). A gyűlés után a Szövetség megszűnt. A független városállamok korszaka ezzel elkezdődött.

## Hanza-városok listája
1559-ben a Hanza városok szövetsége négy régiót ("kört") alkotott.
| Régió           | Város                     | Állam                            |
| --------------- | ------------------------- | -------------------------------- |
| Vend-pomerániai | Lübeck                    | Szabad birodalmi város           |
| Vend-pomerániai | Hamburg                   | Szabad birodalmi város           |
| Vend-pomerániai | Lüneburg                  | Braunschweig–Lüneburgi Hercegség |
| Vend-pomerániai | Wismar                    | Mecklenburgi Hercegség           |
| Vend-pomerániai | Rostock                   | Mecklenburgi Hercegség           |
| Vend-pomerániai | Stralsund                 | Rügeni Fejedelemség              |
| Vend-pomerániai | Demmin                    | Pomerániai Hercegség             |
| Vend-pomerániai | Greifswald                | Pomerániai Hercegség             |
| Vend-pomerániai | Anklam                    | Pomerániai Hercegség             |
| Vend-pomerániai | Stettin (Szczecin)        | Pomerániai Hercegség             |
| Vend-pomerániai | Pasewalk                  | Pomerániai Hercegség             |
| Vend-pomerániai | Kolberg (Kolobrzeg)       | Pomerániai Hercegség             |
| Vend-pomerániai | Rügenwalde (Darłowo)      | Pomerániai Hercegség             |
| Vend-pomerániai | Stolp (Słupsk)            | Pomerániai Hercegség             |
| Balti           | Visby                     | Svéd Királyság                   |
| Balti           | Stockholm                 | Svéd Királyság                   |
| Balti           | Danzig (Gdańsk)           | Német Lovagrend                  |
| Balti           | Ebling (Elbląg)           | Német Lovagrend                  |
| Balti           | Thorn (Toruń)             | Német Lovagrend                  |
| Balti           | Krakkó                    | Lengyel Királyság                |
| Balti           | Breslau (Wrocław)         | Cseh Királyság                   |
| Balti           | Königsberg (Kalinyingrád) | Német Lovagrend                  |
| Balti           | Riga                      | Livónia                          |
| Balti           | Reval (Tallinn)           | Livónia                          |
| Balti           | Dorpat (Tartu)            | Livónia                          |
| Szász           | Braunschweig              | Szász Hercegség                  |
| Szász           | Bréma                     | Szabad birodalmi város           |
| Szász           | Magdeburg                 | Magdeburgi Érsekség              |
| Szász           | Goslar                    | Szabad birodalmi város           |
| Szász           | Erfurt                    | Mainzi Érsekség                  |
| Szász           | Stade                     | Brémai Érsekség                  |
| Szász           | Berlin                    | Brandenburgi Őrgrófság           |
| Szász           | Frankfurt                 | Brandenburgi Őrgrófság           |
| Vesztfáliai     | Köln                      | Szabad birodalmi város           |
| Vesztfáliai     | Dortmund                  | Szabad birodalmi város           |
| Vesztfáliai     | Deventer                  | Utrechti Püspökség               |
| Vesztfáliai     | Kampen                    | Utrechti Püspökség               |
| Vesztfáliai     | Groningen                 | Frízföld                         |
| Vesztfáliai     | Münster                   | Münsteri Püspökség               |
| Vesztfáliai     | Osnabrück                 | Osnabrücki Püspökség             |
| Vesztfáliai     | Soest                     | Szabad birodalmi város           |

## Lerakatok
A szövetség a következő helyeken rendelkezett lerakatokkal.
| Város                       | Állam                   |
| --------------------------- | ----------------------- |
| Novgorod-Peterhof           | Orosz Cárság            |
| Bergen-Bryggen              | Norvég Királyság        |
| Brugge-Hansekontoor         | Flandriai Grófság       |
| London-Steelyard            | Angol Királyság         |
| Antwerpen                   | Brabanti Hercegség      |
| Bishop's Lynn (King's Lynn) | Angol Királyság         |
| Ipswich                     | Angol Királyság         |
| Malmö                       | Dán Királyság           |
| Falsterbo                   | Dán Királyság           |
| Kaunas                      | Litván Nagyfejedelemség |
| Pleskau (Pszkov)            | Orosz Cárság            |
| Polack                      | Litván Nagyfejedelemség |